# Mariene ecoregio Noordoostelijk Nieuw-Zeeland
De Mariene ecoregio Noordoostelijk Nieuw-Zeeland (196) (Engels: Northeastern New Zealand marine ecoregion) is een biogeografische regio en ligt in het zuidwesten van de Grote Oceaan in de Mariene provincie Noordelijk Nieuw-Zeeland (53) in het Marien rijk Gematigd Australazië. De mariene ecoregio is vastgesteld door het World Wide Fund for Nature en The Nature Conservancy en is vernoemd naar het noordoosten van Nieuw-Zeeland.
In het noordwesten grenst het gebied aan de mariene ecoregio Three Kings-North Cape (197) en in het zuidoosten aan de mariene ecoregio Centraal Nieuw-Zeeland (199). Naar het noordoosten ligt de mariene ecoregio Kermadec-eiland (195).

## Geografie
De mariene ecoregio ligt in het zuidwesten van de Grote Oceaan voor de noordkust van Nieuw-Zeeland. Het gebied ligt ten noordoosten van het Noordereiland en strekt zich uit van de Noordkaap tot Portland Island ten oosten van Noordereiland en omvat ook de Golf van Hauraki.
Door het gebied stromen de Oost-Aucklandstroom en de Oostkaapstroom.

## Biogeografie
Het gebied kent zeeleven dat houdt van gematigde temperaturen.